# Anthopsis catenata
Anthopsis catenata är en svampart som beskrevs av Oorschot, de Hoog & G. Schüler 1982. Anthopsis catenata ingår i släktet Anthopsis, divisionen sporsäcksvampar och riket svampar.   Inga underarter finns listade i Catalogue of Life.